# 5분 메시지
《5분 메시지》는 대한민국의 방송국 기독교방송의 라디오 채널 CBS 표준FM에서 매일 오후 9시 30분 ~ 오후 9시 35분까지 방송하는 라디오 프로그램이다. 목사의 설교를 들려준다.
2015 CBS 가을개편으로 매일까지만 방송되며 방송시간도 오후 8시 55분에서 오후 9시 30분으로 이동되었다.

## 순서
- 월요일 - 효성영광교회 박종인 목사
- 화요일 - 샘골교회 박성민 목사
- 수요일 - 부천성만교회 이찬용 목사
- 목요일 - 움직이는교회 임성원 목사
- 금요일 - 순복음원당교회 고경환 목사
- 토요일 ~ 일요일 - 새이레기독학교 송미경 교장

## 같이 보기
- CBS 표준FM

| CBS 표준FM               |                           |                       |
| 이전                     | 5분 메시지                | 다음                  |
| 오늘 하루 장주희입니다   | 5분 메시지                | 라디오 강단           |
| 밤 8시 5분 ~ 밤 9시 30분 | 밤 9시 30분 ~ 밤 9시 35분 | 밤 9시 35분 ~ 밤 10시 |
| 정시 CBS 노컷뉴스        |                           |                       |

| 부산CBS 표준FM           |                           |                       |
| 이전                     | 5분 메시지                | 다음                  |
| 오늘 하루 장주희입니다   | 5분 메시지                | 라디오 강단           |
| 밤 8시 5분 ~ 밤 9시 30분 | 밤 9시 30분 ~ 밤 9시 35분 | 밤 9시 35분 ~ 밤 10시 |
| 정시 CBS 노컷뉴스        |                           |                       |

| 경남CBS 표준FM           |                           |                       |
| 이전                     | 5분 메시지                | 다음                  |
| 오늘 하루 장주희입니다   | 5분 메시지                | 라디오 강단           |
| 밤 8시 5분 ~ 밤 9시 30분 | 밤 9시 30분 ~ 밤 9시 35분 | 밤 9시 35분 ~ 밤 10시 |
| 정시 CBS 노컷뉴스        |                           |                       |